# Wildendürnbach
Wildendürnbach är en ort och kommun i Österrike. Den ligger i distriktet Mistelbach i förbundslandet Niederösterreich, 60 km norr om huvudstaden Wien. Kommunen gränsar i norr mot Tjeckien.
Kommunen består av fyra orter (Ortschaften) (inom parentes invånarantal 1 januari 2024):
- Alt-Prerau (16)
- Neuruppersdorf (454)
- Pottenhofen (262)
- Wildendürnbach (809)